# Euploea uniformis
Euploea uniformis är en fjärilsart som beskrevs av Moore 1883. Euploea uniformis ingår i släktet Euploea och familjen praktfjärilar. Inga underarter finns listade i Catalogue of Life.